# Чемпионат Европы по лёгкой атлетике 1938
2-й Чемпионат Европы по лёгкой атлетике прошёл в 1938 году раздельно: соревнования среди мужчин проводились с 3 по 5 сентября в Париже (Франция), а соревнования среди женщин — с 17 по 18 сентября в Вене (Германская империя).

## Соревнования
В программе добавился стипльчез. По две золотые медали в спринте получили Тинюс Осендарп (Нидерланды) и Станислава Валасевич (Польша). Вторая золотая медаль у Матти Ярвинена (Финляндия) в метании копья. Мировой рекордсмен Сидни Вудерсон (Великобритания) выиграл 1500 метров. Через 8 лет, после войны, он выиграет 5000 метров. Финн Ильмари Салминен на втором чемпионате Европы подряд выиграл забег на 10 000 метров.
Чемпионом в марафоне стал 39-летний Вяйнё Муйнонен (Финляндия). В 1946 году в возрасте 47 лет он будет вторым. Мировых рекордов не было установлено. С европейским рекордом пробежал 110 метров с барьерами Дональд Финлэй (Великобритания).

## Общий медальный зачёт
| Место | Страна         | Золото | Серебро | Бронза | Всего |
| ----- | -------------- | ------ | ------- | ------ | ----- |
| 1     | Германия       | 12     | 11      | 9      | 32    |
| 2     | Финляндия      | 5      | 3       | 3      | 11    |
| 3     | Великобритания | 4      | 2       | 2      | 8     |
| 4     | Швеция         | 3      | 4       | 6      | 13    |
| 5     | Польша         | 2      | 3       | 1      | 6     |
| 6     | Нидерланды     | 2      | 2       | 4      | 8     |
| 7     | Италия         | 1      | 4       | 3      | 8     |
| 8     | Франция        | 1      | 1       | 1      | 3     |
| 8     | Венгрия        | 1      | 1       | 1      | 3     |
| 9     | Эстония        | 1      | 0       | 0      | 1     |
| 10    | Бельгия        | 0      | 1       | 0      | 1     |
| 11    | Норвегия       | 0      | 0       | 1      | 1     |
| 11    | Швейцария      | 0      | 0       | 1      | 1     |

## Медалисты

### Мужчины
| Дисциплина             | Золото                                                                      | Серебро                                                                         | Бронза                                                                                      |
| ---------------------- | --------------------------------------------------------------------------- | ------------------------------------------------------------------------------- | ------------------------------------------------------------------------------------------- |
| 100 м                  | Мартинюс Осендарп (Нидерланды)                                              | Орацио Мариани (Италия)                                                         | Леннарт Страндберг (Швеция)                                                                 |
| 200 м                  | Мартинюс Осендарп (Нидерланды)                                              | Якоб Шойринг (Германия)                                                         | Алан Пеннингтон (Великобритания)                                                            |
| 400 м                  | Годфри Браун (Великобритания)                                               | Карл Баумгартен (Нидерланды)                                                    | Эрих Линнхофф (Германия)                                                                    |
| 800 м                  | Рудольф Харбиг (Германия)                                                   | Жак Левек (Франция)                                                             | Марио Ланци (Италия)                                                                        |
| 1500 м                 | Сидней Вудерсон (Великобритания)                                            | Жозеф Мостер (Бельгия)                                                          | Луиджи Беккали (Италия)                                                                     |
| 5000 м                 | Тайсто Мяки (Финляндия)                                                     | Хенри Юнссон (Швеция)                                                           | Кауко Пекури (Финляндия)                                                                    |
| 10 000 м               | Илмари Салминен (Финляндия)                                                 | Джузеппе Бевиаква (Италия)                                                      | Макс Зиринг (Германия)                                                                      |
| 110 м с барьерами      | Дональд Финлэй (Великобритания)                                             | Хокан Лидман (Швеция)                                                           | Рейнден Брассер (Нидерланды)                                                                |
| 400 м с барьерами      | Прюдан Жой (Франция)                                                        | Йожеф Ковач (Венгрия)                                                           | Юхан Арескоуг (Швеция)                                                                      |
| 3000 м с препятствиями | Ларс Ларссон (Швеция)                                                       | Людвиг Кайндль (Германия)                                                       | Альф Линдблад (Финляндия)                                                                   |
| Эстафета 4×100 м       | Германия · Манфред Керш · Герд Хорнбергер · Карл Неккерман · Якоб Шойринг   | Швеция · Йёста Клемминг · Оке Стенквист · Леннарт Линдгрен · Леннарт Страндберг | Великобритания · Морис Скарр · Годфри Браун · Артур Свини · Эрнест Пэйдж                    |
| Эстафета 4×400 м       | Германия · Херман Блацейецак · Манфред Бюс · Эрих Линнхофф · Рудольф Харбиг | Великобритания · Джон Барнес · Годфри Браун · Альфред Болдуин · Алан Пеннингтон | Швеция · Ларс Нильссон · Карл Хендрик Густаффсон · Бёрье Томассон · Бертиль фон Вахенфельдт |
| Марафон                | Виктор Муйнонен (Финляндия)                                                 | Сквире Ярроу (Великобритания)                                                   | Хенри Палме (Швеция)                                                                        |
| Ходьба 50 км           | Харольд Уитлок (Великобритания)                                             | Херберт Дилль (Германия)                                                        | Эдгар Бруун (Норвегия)                                                                      |
| Прыжки в высоту        | Курт Лундквист (Швеция)                                                     | Калеви Коткас (Финляндия)                                                       | Лаури Калима (Финляндия)                                                                    |
| Прыжки с шестом        | Карл Зуттер (Германия)                                                      | Бу Юнгберг (Швеция)                                                             | Пьер Рамадье (Франция)                                                                      |
| Прыжки в длину         | Вильгельм Лейхум (Германия)                                                 | Артуро Маффеи (Италия)                                                          | Карл Людвиг Лонг (Германия)                                                                 |
| Тройной прыжок         | Онни Раясаари (Финляндия)                                                   | Йоуко Норен (Финляндия)                                                         | Карл Котрачек (Германия)                                                                    |
| Толкание ядра          | Александр Креэк (Эстония)                                                   | Герхард Штёк (Германия)                                                         | Ханс Вёльке (Германия)                                                                      |
| Метание диска          | Вильгельм Шрёдер (Германия)                                                 | Джорджо Обервегер (Италия)                                                      | Гуннар Берг (Швеция)                                                                        |
| Метание молота         | Карл Хайн (Германия)                                                        | Эрвин Бласк (Германия)                                                          | Оскар Мальмбрант (Швеция)                                                                   |
| Метание копья          | Матти Ярвинен (Финляндия)                                                   | Юрьё Никканен (Финляндия)                                                       | Йожеф Варсеги (Венгрия)                                                                     |
| Метание молота         | Олле Бекселль (Швеция)                                                      | Витольд Герутто (Польша)                                                        | Йозеф Нойман (Швейцария)                                                                    |

### Женщины
| Дисциплина       | Золото                                                               | Серебро                                                                               | Бронза                                                                       |
| ---------------- | -------------------------------------------------------------------- | ------------------------------------------------------------------------------------- | ---------------------------------------------------------------------------- |
| 100 м            | Станислава Валасевич (Польша)                                        | Катарина Краус (Германия)                                                             | Франсина Бланкерс-Кун (Нидерланды)                                           |
| 200 м            | Станислава Валасевич (Польша)                                        | Катарина Краус (Германия)                                                             | Франсина Бланкерс-Кун (Нидерланды)                                           |
| 80 м с барьерами | Клаудия Тестони (Италия)                                             | Лиза Гелиус (Германия)                                                                | Катерина Тер Браке (Нидерланды)                                              |
| Эстафета 4×100 м | Германия · Йозефине Коль · Катарина Краус · Эмми Альбус · Ида Кюнель | Польша · Ядвига Гавронска · Барбара Ксязкевич · Отыля Калузова · Станислава Валасевич | Италия · Мария Альферо · Мария Аполлонио · Розетта Каттанео · Италия Луккини |
| Прыжки в высоту  | Ибойя Чак (Венгрия)                                                  | Нелли ван Бален-Бланкен (Нидерланды)                                                  | Федора цу Зольмс (Германия)                                                  |
| Прыжки в длину   | Ирмгард Прец (Германия)                                              | Станислава Валасевич (Польша)                                                         | Гизела Вос (Германия)                                                        |
| Толкание ядра    | Хермине Шрёдер (Германия)                                            | Гизела Мауэрмайер (Германия)                                                          | Ванда Флакович (Польша)                                                      |
| Метание диска    | Гизела Мауэрмайер (Германия)                                         | Хильде Зоммер (Германия)                                                              | Паула Молленхауэр (Германия)                                                 |
| Метание копья    | Лиза Гелиус (Германия)                                               | Сюзанна Пасторс (Германия)                                                            | Луиза Крюгер (Германия)                                                      |